# Bothropolys multidentatus
Bothropolys multidentatus är en mångfotingart som först beskrevs av Newport 1845.  Bothropolys multidentatus ingår i släktet Bothropolys och familjen stenkrypare. Inga underarter finns listade i Catalogue of Life.